# Dactylanthias
Dactylanthias es un pequeño género de peces pertenecientes a la subfamilia Anthiinae. Incluye solo dos especies, procedentes de la Isla de Ambon, en Indonesia y del Archipiélago Tuamotu, en la Polinesia Francesa.

## Taxonomía
El género Dactylanthias fue descrito en 1871 por el ictiólogo holandés Pieter Bleeker. Pertenece a la subfamilia Anthiinae de la familia Serranidae.

## Descripción
Dactylanthias se conocía por un único espécimen de Dactylanthias aplodactylus procedente de la Isla de Ambon, hasta que en 2007 se describió la otra especie del género, nativa del Archipiélago de Tuamotu.

## Especies
Las especies conocidas del género Dactylanthias son:
- Dactylanthias aplodactylus (Bleeker, 1858)
- Dactylanthias baccheti Randall, 2007